# Darija Lopatezka
Darija Lopatezka (ukrainisch Дарія Лопатецька, eng. Daria Lopatetska, * 23. April 2003 in Charkiw) ist eine ukrainische Tennisspielerin.

## Karriere
Lopatezka begann im Alter von vier Jahren mit dem Tennisspielen, sie bevorzugt dabei laut ITF-Profil Hartplätze.
Sie spielt überwiegend Turniere auf der ITF Women’s World Tennis Tour, bei denen sie bislang fünf Einzel- und einen Doppeltitel gewonnen hat.
Im Jahr 2020 nahm Lopatezka am Qualifikationsturnier für die Australian Open teil. Sie unterlag dort in der 2. Runde der US-Amerikanerin Catherine McNally mit 2:6, 3:6.

## Turniersiege

### Einzel
| Nr. | Datum           | Turnier    | Kategorie   | Belag     | Finalgegnerin    | Ergebnis       |
| --- | --------------- | ---------- | ----------- | --------- | ---------------- | -------------- |
| 1.  | 10. Juni 2018   | Antalya    | ITF $15.000 | Sand      | Julija Stamatowa | 6:2, 7:65      |
| 2.  | 22. Juli 2018   | Baja       | ITF $15.000 | Sand      | Cristina Ene     | 6:1, 6:4       |
| 3.  | 6. Januar 2019  | Hongkong   | ITF W25     | Hartplatz | Barbora Štefková | 6:4, 6:2       |
| 4.  | 13. Januar 2019 | Hongkong   | ITF W25     | Hartplatz | Ma Shuyue        | 6:4, 6:3       |
| 5.  | 17. März 2019   | Nishi-Tama | ITF W25     | Hartplatz | Gabriella Taylor | 7:64, 2:6, 6:3 |

### Doppel
| Nr. | Datum       | Turnier | Kategorie | Belag | Partnerin          | Finalgegnerin                     | Ergebnis |
| --- | ----------- | ------- | --------- | ----- | ------------------ | --------------------------------- | -------- |
| 1.  | 6. Mai 2023 | Varberg | ITF W15   | Sand  | Darja Jessyptschuk | Olivia Gram Oleksandra Olijnykowa | kampflos |